# آقای خرچنگ
یوجین هارولد خرچنگ (به انگلیسی: Eugene Harold Krabs) معروف به آقای خرچنگ یکی از شخصیت‌های انیمیشن سریالی آمریکایی باب اسفنجی شلوارمکعبی است. صداپیشه این شخصیت کلنسی براون است و اولین بار در قسمت «درخواست کمک» در ۱ مه ۱۹۹۹ ظاهر شد. این شخصیت توسط زیست‌شناس دریایی و انیماتور استیون هیلنبرگ طراحی و ساخته شده است.
آقای خرچنگ مالک و اداره کننده رستوران خرچنگ است. یک رستوران برجسته فست فود واقع در شهر بیکینی باتم. او در یک لنگر با دخترش پرل (دخترخوانده) زندگی می‌کند. پرل یک نهنگ عنبر است. آقای خرچنگ آزمند و عاشق پول و مال‌اندوزی است و علاقه‌ای به خرج آن ندارد. اما تمام تلاش خود را می‌کند که پرل را راضی نگهدارد. او بسیار نگران ثروتش است و از نیازمندی‌های کارمندانش، باب‌اسفنجی، اختاپوس غافل می‌شود. او رابطه رمانتیکی با خانم پاف دارد و با دوست سابقش پلانکتون در رقابت است. پلانکتون صاحب یک رستوران به نام چام باکت است که کسی از آن استقبال نمی‌کند و در آن‌طرف رستوران خرچنگ قرار دارد.
استقبال انتقادی از آقای خرچنگ در اولین مجموعه مثبت بود. اما با گذشت زمان و ایجاد تغییر در مجموعه، تغییری در این استقبال ایجاد شد. منتقدان از بازی او به‌عنوان یک پدر مجرد برای پرل تمجید کرده‌اند اما از اغراق‌آمیز بودن حرص و طمع او در طول سریال انتقاد کرده‌اند. این شخصیت در کالاهای مختلف از جمله اسباب‌بازی‌ها، فیگورهای کلکسیونی و بازی‌های ویدیویی به نمایش درآمده است. او همچنین در فیلم باب‌اسفنجی شلوارمکعبی (۲۰۰۴) و باب اسفنجی بیرون از آب (۲۰۱۵) حضور داشته است.

## نقش در انیمیشن
آقای خرچنگ معمولاً به‌عنوان یک شخص حریص و صاحب اصلی رستوران خرچنگ شناخته می‌شود. باب‌اسفنجی آشپز و اختاپوس صندوقدار رستوران است. راز موفقیت این رستوران رقابت بسیار پایین و همبرگر محبوبی به نام همبرگر خرچنگی است که فرمول آن در یک صندوق نگهداری می‌شود. آقای خرچنگ اغلب از محبوبیت رستوران خود سوءاستفاده می‌کند، او درگیر افزایش قیمت و گرفتن هزینه از کارمندانش برای بهره‌وری از خدمات ساختمان است.
پلانکتون رقیب و دوست سابق آقای خرچنگ و صاحب رستوران ناموفق و شکست‌خورده چام باکت است که در کنار رستوران خرچنگ قرار دارد. او در طول داستان تلاش می‌کند تا فرمول مخفی همبرگر را به کمک همسر کامپیوتری‌اش، کارن بدزدد که با شکست مواجه می‌شود. هرچند آنها، بارها و بارها تلاش کردند که رستوران خرچنگ را از کار بیندازند و موفق نشدند. برای جلوگیری از این امر، آقای خرچنگ تمام تلاش خود را می‌کند تا از دستیابی پلانکتون به فرمول مخفی جلوگیری کند؛ او حتی از ترس اینکه پلانکتون از کارن برای دستیابی به فرمول استفاده کند، به او اجازه خرید قانونی همبرگر نمی‌دهد. همچنین آقای خرچنگ این را وظیفه خود می‌داند که اطمینان حاصل کند که چام باکت هرگز موفق به توسعه شرکت خود نشود.
آقای خرچنگ برای پول‌هایش ارزش بیشتری نسبت به رفاه خودش قائل است و شخصیت‌های دیگر را براساس توانایی مالی‌شان ارزیابی می‌کند. به استثنای پرل و دوست دخترش خانم پاف. گاهی عشق او به خانم پاف به قدری زیاد می‌شود که موقتاً از حرص و طمع او فراتر می‌رود و او را به خرید هدایای گران‌قیمت و ارزشمند سوق می‌دهد. آقای خرچنگ دو کارمند خود را تحمل می‌کند؛ چرا که آنها با دستمزد کمی کار می‌کنند و تأثیر مثبتی بر امور مالی او دارند. اما اگر رفتاری انجام دهند که مشتریان را از خود دور کند، سریعاً آنها را سرزنش می‌کند. آقای خرچنگ رابطه پدرانه‌ای با باب‌اسفنجی دارد؛ او اغلب باب‌اسفنجی را زمانی که در دردسر بیافتد، سرزنش می‌کند. اما گاهی وقت‌ها به او نصیحت پدرانه می‌کند. پائول تیبیت، مجری سابق برنامه اعلام کرده است که رابطه صمیمانه باب اسفنجی و آقای خرچنگ از قسمت‌های موردعلاقه‌اش در این مجموعه است. او در سال ۲۰۱۱ در دیجیتال اسپای گفت: «یکی از جنبه‌های باب‌اسفنجی که بیشتر از همه دوستش دارم، وفاداری بی‌پایان او به آقای خرچنگ است. مهم نیست که آقای خرچنگ چگونه با او رفتار می‌کند. سعی می‌کنم از هر نظر آن را در زندگی خود تکرار کنم.»

## شخصیت

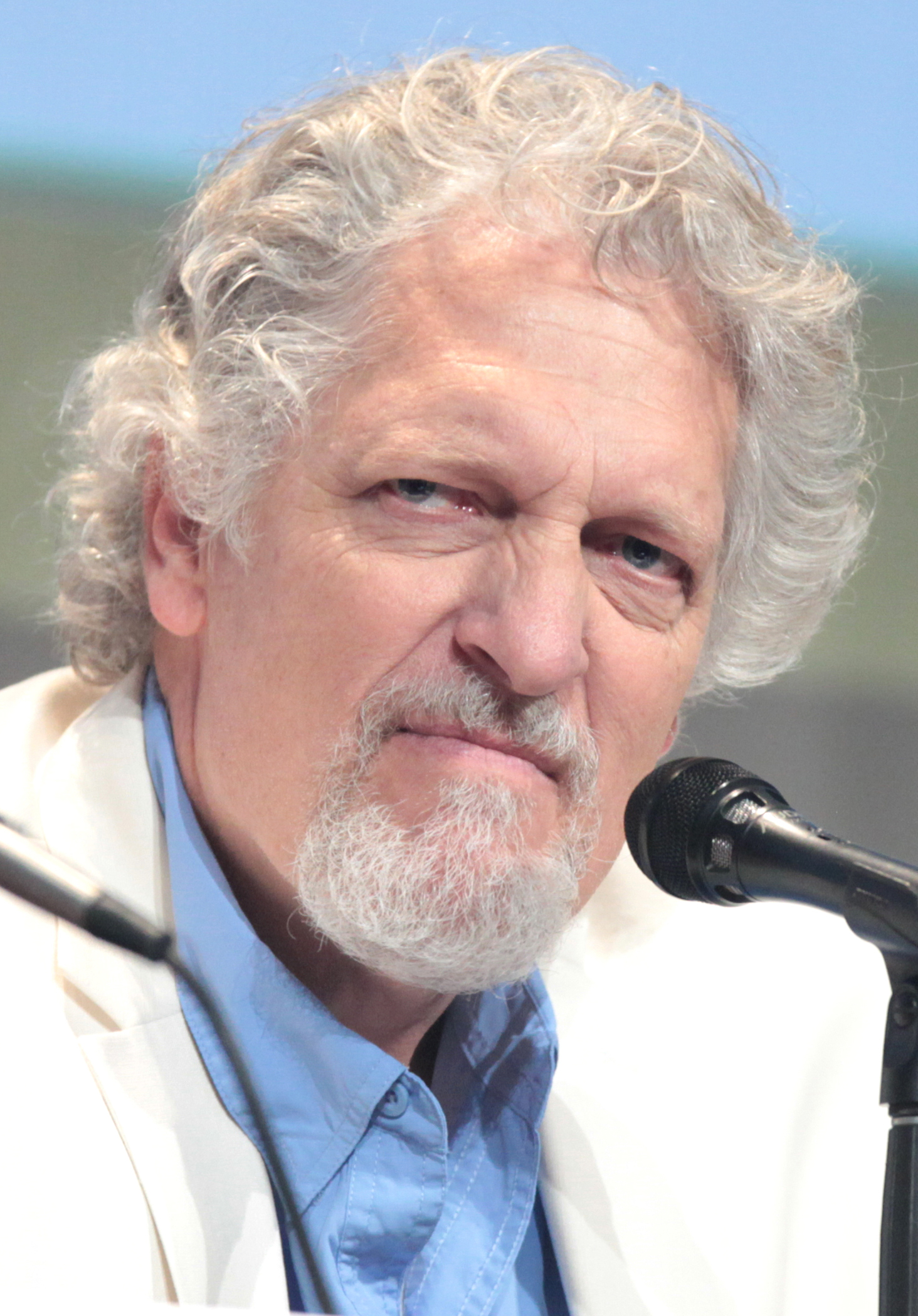
کلنسی براون صداپیشه شخصیت آقای خرچنگ

### توسعه
آقای خرچنگ تنها شخصیتی از باب اسفنجی است که برپایه یک شخص خاص از زندگی استیون هیلنبرگ ساخته شده است. او هنگام طراحی آقای خرچنگ، آن را براساس شخصیت یکی از مدیران سابقش در رستوران غذای دریایی الهام می‌دهد. به گفته هیلنبرگ، مدیر او مو قرمز، ورزشکار و آشپز سابق ارتش بود؛ این سه ویژگی با شخصیت آقای خرچنگ و همچنین رنگ موی قرمز او تطبیق داده شده است. نحوه صبحت کردن آقای خرچنگ نیز از صاحب رستوران الهام گرفته است. او هیلنبرگ را یاد دزدان دریایی با لهجه بومی می‌اندازد. با این حال، صاحب رستوران حریص نبود و با برخی جزئیاتی که هیلنبرگ بر او اضافه کرد مطابقت نداشت.
او ۴۰ سال سن دارد.
باب اسفنجی مثل پسر خوندش است و بسیار اورا دوست دارد.
آقای خرچنگ شیوه راه رفتن خاصی دارد؛ وقتی که می‌خواهد راه برود، به سرعت و با کمترین قدم راه می‌رود و طوری کشیده می‌شود که انگار بیش از دو پا دارد. هنگام کارگردانی قسمت‌های اولیه انیمیشن، یکی از اهداف هیلنبرگ برای هرکدام از شخصیت‌ها این بود که شیوه حرکت جداگانه‌ای داشته باشند؛ فیلمنامه‌نویس اریک ویزی راه رفتن آقای خرچنگ را طوری طراحی کرد که حالت کارتونی داشته باشد. ویزی در سال ۲۰۱۲ گفت: «من پاهای آقای خرچنگ را روی چهار فریم طراحی کردم—فکر می‌کنم این بهترین روشی بود که راه رفتن او را مانند یک خرچنگ طراحی کنیم.» هیلنبرگ این طرح را بعد از آزمایش آن روی کاغذ توسط ویزی، پذیرفت.

### صداپیشه
کلنسی براون (بازیگر آمریکایی) صداپیشه آقای خرچنگ می‌باشد. براون توصیف می‌کند که صدایی که در دوبله این شخصیت استفاده می‌کند به شکل «دزدان دریایی» و با «لهجه محلی اسکاتلندی» است. به گفته براون، صدای آقای خرچنگ در طول استماع او بداهه بود و یافتن صدای صحیح برای او چالش‌برانگیز نبود. براون به ایفای این نقش علاقه دارد، او در سال ۲۰۱۵ به نیویورک پست گفت: «بدم نمی‌آید تا پایان کار دوبله کنم. اما هیچ تأثیری در لایو اکشن ندارد—تلویزیون یا فیلم یا هرچیز دیگری—برای بازی در نقش یک خرچنگ خسیس در زیر اقیانوس.»
براون در مصاحبه با مجله استارلوگ در سال ۲۰۰۵، کارش را در حرفه‌های دیگر در باب‌اسفنجی با مقایسه با نقش‌هایش در لایو اکشن توصیف کرد. پروژه‌های دیگر صداپیشگی براون، بعضی بازیگران مهمان را به باب‌اسفنجی شلوارمکعبی دعوت کرد، نظیر دنیس کواید، همکاری او با براون در فیلم اکسپرس: داستان ارنی دیویس منجر به انتخاب او به‌عنوان ستاره مهمان در قسمت «پدربزرگ دزد دریایی» شد.